# Női egyéni műkorcsolya az 1956. évi téli olimpiai játékokon
Az 1956. évi téli olimpiai játékokon a műkorcsolya női egyéni versenyszámát január 30. és február 2. között rendezték. Az aranyérmet az amerikai Tenley Albright nyerte. A versenyszámban nem vett részt magyar versenyző.

## Eredmények
Tizenegy bíró pontozta a versenyzőket. A pontok alapján a bírók mindegyikénél külön-külön kialakult egy sorrend, az egyes szakaszokban (kötelező elemek, kűr) és az összesítésnél is, ez egy helyezési pontszámot is jelentett. Az egyes szakaszok, valamint az összesítés eredménye a következő kritériumok alapján alakult ki:
1. „Többségi helyezések száma”. Az a versenyző végzett előrébb, akit a bírók többsége előrébb rangsorolt. A bírók többsége azt jelentette, hogy a legjobb 6 helyezést adó bíró helyezési pontszámait vették figyelembe, de ha a 6. bíró helyezésével még volt azonos helyezés, akkor az(oka)t is figyelembe vették. Ezt az adatot tartalmazza az oszlop. (Pl. a „6×3+” azt jelenti, hogy a versenyző 6 bírónál az első 3 hely valamelyikén végzett.)
2. „Helyezések összege” (az összes bíró helyezési pontszámainak összege)
3. „Pont” (az összes bíró által adott összpontszám)
4. A kötelező elemek pontszáma

### Kötelező elemek
A kötelező programot január 30-án rendezték.
| Hely. | Versenyző         | Nemzet                      | Többségi helyezések száma | Helyezések összege | Pont    |
| ----- | ----------------- | --------------------------- | ------------------------- | ------------------ | ------- |
| 1.    | Tenley Albright   | Egyesült Államok (USA)      | 9×1+                      | 13,0               | 1,070,7 |
| 2.    | Carol Heiss       | Egyesült Államok (USA)      | 10×2+                     | 20,5               | 1,055,7 |
| 3.    | Ingrid Wendl      | Ausztria (AUT)              | 8×3+                      | 39,0               | 1,006,1 |
| 4.    | Yvonne Sugden     | Nagy-Britannia (GBR)        | 7×4+                      | 49,0               | 991,4   |
| 5.    | Hanna Eigel       | Ausztria (AUT)              | 7×5+                      | 56,0               | 979,6   |
| 6.    | Carole Jane Pachl | Kanada (CAN)                | 7×7+                      | 73,0               | 964,5   |
| 7.    | Ann Johnston      | Kanada (CAN)                | 7×8+                      | 84,0               | 953,7   |
| 8.    | Hanna Walter      | Ausztria (AUT)              | 6×8+                      | 90,0               | 951,3   |
| 9.    | Erica Batchelor   | Nagy-Britannia (GBR)        | 6×8+                      | 93,5               | 940,8   |
| 10.   | Catherine Machado | Egyesült Államok (USA)      | 6×10+                     | 109,0              | 930,4   |
| 11.   | Rosel Pettinger   | Egyesült Német Csapat (EUA) | 6×10+                     | 114,5              | 927,2   |
| 12.   | Sjoukje Dijkstra  | Hollandia (NED)             | 8×12+                     | 131,5              | 910,8   |
| 13.   | Beth Peach        | Nagy-Britannia (GBR)        | 9×14+                     | 149,0              | 890,5   |
| 14.   | Joan Haanappel    | Hollandia (NED)             | 7×14+                     | 150,5              | 891,2   |
| 15.   | Karin Borner      | Svájc (SUI)                 | 6×16+                     | 175,5              | 870,1   |
| 16.   | Fiorella Negro    | Olaszország (ITA)           | 7×16+                     | 179,5              | 864,3   |
| 17.   | Maryvonne Huet    | Franciaország (FRA)         | 6×16+                     | 180,5              | 861,1   |
| 18.   | Alice Fischer     | Svájc (SUI)                 | 8×18+                     | 194,5              | 855,0   |
| 19.   | Alice Lundström   | Svédország (SWE)            | 9×20+                     | 211,0              | 833,3   |
| 20.   | Manuela Angeli    | Olaszország (ITA)           | 7×20+                     | 211,5              | 828,6   |
| 21.   | Jindra Kramperová | Csehszlovákia (TCH)         | 7×20+                     | 216,0              | 829,9   |

### Kűr
A kűrt február 2-án rendezték.
| Hely. | Versenyző         | Nemzet                      | Többségi helyezések száma | Helyezések összege | Pont   |
| ----- | ----------------- | --------------------------- | ------------------------- | ------------------ | ------ |
| 1.    | Tenley Albright   | Egyesült Államok (USA)      | 7×1+                      | 14,5               | 795,69 |
| 2.    | Carol Heiss       | Egyesült Államok (USA)      | 11×2+                     | 18,5               | 792,54 |
| 3.    | Catherine Machado | Egyesült Államok (USA)      | 6×3+                      | 46,0               | 757,89 |
| 4.    | Hanna Eigel       | Ausztria (AUT)              | 6×4+                      | 56,0               | 749,07 |
| 5.    | Ingrid Wendl      | Ausztria (AUT)              | 7×6+                      | 62,5               | 747,81 |
| 6.    | Rosel Pettinger   | Egyesült Német Csapat (EUA) | 7×7+                      | 70,0               | 745,29 |
| 7.    | Hanna Walter      | Ausztria (AUT)              | 8×7+                      | 71,5               | 741,51 |
| 8.    | Carole Jane Pachl | Kanada (CAN)                | 7×8+                      | 81,0               | 737,73 |
| 9.    | Yvonne Sugden     | Nagy-Britannia (GBR)        | 8×9+                      | 93,5               | 731,43 |
| 10.   | Ann Johnston      | Kanada (CAN)                | 7×10+                     | 108,5              | 724,50 |
| 11.   | Joan Haanappel    | Hollandia (NED)             | 7×12+                     | 129,5              | 713,16 |
| 12.   | Erica Batchelor   | Nagy-Britannia (GBR)        | 6×13+                     | 140,5              | 705,60 |
| 13.   | Beth Peach        | Nagy-Britannia (GBR)        | 6×14+                     | 148,5              | 701,82 |
| 14.   | Fiorella Negro    | Olaszország (ITA)           | 8×14+                     | 149,5              | 701,19 |
| 15.   | Sjoukje Dijkstra  | Hollandia (NED)             | 7×15+                     | 161,5              | 693,00 |
| 16.   | Karin Borner      | Svájc (SUI)                 | 6×16+                     | 166,0              | 688,59 |
| 17.   | Jindra Kramperová | Csehszlovákia (TCH)         | 6×16+                     | 188,5              | 673,47 |
| 18.   | Alice Lundström   | Svédország (SWE)            | 7×19+                     | 196,5              | 666,54 |
| 19.   | Maryvonne Huet    | Franciaország (FRA)         | 8×19+                     | 206,5              | 660,24 |
| 20.   | Alice Fischer     | Svájc (SUI)                 | 8×19+                     | 211,5              | 659,61 |
| 21.   | Manuela Angeli    | Olaszország (ITA)           | 8×20+                     | 220,5              | 640,08 |

### Végeredmény
| Helyezés | Versenyző         | Nemzet                      | Helyezési pontszámok bírónként | Helyezési pontszámok bírónként | Helyezési pontszámok bírónként | Helyezési pontszámok bírónként | Helyezési pontszámok bírónként | Helyezési pontszámok bírónként | Helyezési pontszámok bírónként | Helyezési pontszámok bírónként | Helyezési pontszámok bírónként | Helyezési pontszámok bírónként | Helyezési pontszámok bírónként | Több. hely. száma | Hely. össz. | Pont    |
| Helyezés | Versenyző         | Nemzet                      | 1                              | 2                              | 3                              | 4                              | 5                              | 6                              | 7                              | 8                              | 9                              | 10                             | 11                             | Több. hely. száma | Hely. össz. | Pont    |
| -------- | ----------------- | --------------------------- | ------------------------------ | ------------------------------ | ------------------------------ | ------------------------------ | ------------------------------ | ------------------------------ | ------------------------------ | ------------------------------ | ------------------------------ | ------------------------------ | ------------------------------ | ----------------- | ----------- | ------- |
| Arany    | Tenley Albright   | Egyesült Államok (USA)      | 1,0                            | 1,0                            | 1,0                            | 1,0                            | 1,0                            | 1,0                            | 1,0                            | 1,0                            | 1,0                            | 2,0                            | 1,0                            | 10×1+             | 12          | 1866,39 |
| Ezüst    | Carol Heiss       | Egyesült Államok (USA)      | 2,0                            | 2,0                            | 2,0                            | 2,0                            | 2,0                            | 2,0                            | 2,0                            | 2,0                            | 2,0                            | 1,0                            | 2,0                            | 11×2+             | 21          | 1848,24 |
| Bronz    | Ingrid Wendl      | Ausztria (AUT)              | 8,0                            | 3,0                            | 4,0                            | 3,0                            | 3,0                            | 3,0                            | 3,0                            | 3,0                            | 3,0                            | 3,0                            | 3,0                            | 9×3+              | 39          | 1753,91 |
| 4.       | Yvonne Sugden     | Nagy-Britannia (GBR)        | 3,0                            | 5,0                            | 8,0                            | 4,0                            | 4,0                            | 7,0                            | 4,0                            | 4,0                            | 4,0                            | 5,0                            | 5,0                            | 6×4+              | 53          | 1722,83 |
| 5.       | Hanna Eigel       | Ausztria (AUT)              | 4,0                            | 4,0                            | 6,0                            | 5,0                            | 6,0                            | 4,0                            | 5,0                            | 5,0                            | 5,0                            | 4,0                            | 4,0                            | 9×5+              | 52          | 1728,67 |
| 6.       | Carole Jane Pachl | Kanada (CAN)                | 5,0                            | 7,0                            | 3,0                            | 6,0                            | 5,0                            | 10,0                           | 8,0                            | 9,0                            | 8,0                            | 6,0                            | 6,0                            | 6×6+              | 73          | 1702,23 |
| 7.       | Hanna Walter      | Ausztria (AUT)              | 6,0                            | 6,0                            | 7,0                            | 7,0                            | 10,0                           | 8,5                            | 6,0                            | 8,0                            | 7,0                            | 9,0                            | 9,0                            | 6×7+              | 83,5        | 1692,81 |
| 8.       | Catherine Machado | Egyesült Államok (USA)      | 10,0                           | 8,0                            | 5,0                            | 9,0                            | 8,0                            | 8,5                            | 7,0                            | 10,0                           | 6,0                            | 7,0                            | 8,0                            | 7×8+              | 86,5        | 1688,29 |
| 9.       | Ann Johnston      | Kanada (CAN)                | 9,0                            | 11,0                           | 9,0                            | 8,0                            | 9,0                            | 6,0                            | 10,0                           | 7,0                            | 10,0                           | 8,0                            | 7,0                            | 8×9+              | 94          | 1678,20 |
| 10.      | Rosel Pettinger   | Egyesült Német Csapat (EUA) | 7,0                            | 9,0                            | 10,0                           | 10,0                           | 11,0                           | 5,0                            | 11,0                           | 6,0                            | 11,0                           | 10,0                           | 11,0                           | 7×10+             | 101         | 1672,49 |
| 11.      | Erica Batchelor   | Nagy-Britannia (GBR)        | 13,0                           | 10,0                           | 11,0                           | 11,0                           | 7,0                            | 12,0                           | 9,0                            | 11,0                           | 9,0                            | 11,0                           | 12,0                           | 8×11+             | 116         | 1646,40 |
| 12.      | Sjoukje Dijkstra  | Hollandia (NED)             | 12,0                           | 12,0                           | 13,0                           | 12,0                           | 13,0                           | 11,0                           | 13,0                           | 16,0                           | 13,0                           | 12,0                           | 13,0                           | 10×13+            | 140         | 1603,80 |
| 13.      | Joan Haanappel    | Hollandia (NED)             | 14,0                           | 13,5                           | 12,0                           | 14,0                           | 16,0                           | 14,0                           | 14,0                           | 13,0                           | 12,0                           | 13,0                           | 10,0                           | 10×14+            | 145,5       | 1604,36 |
| 14.      | Beth Peach        | Nagy-Britannia (GBR)        | 11,0                           | 15,0                           | 14,0                           | 13,0                           | 12,0                           | 15,0                           | 12,0                           | 12,0                           | 14,0                           | 15,0                           | 18,0                           | 7×14+             | 151         | 1592,32 |
| 15.      | Fiorella Negro    | Olaszország (ITA)           | 18,0                           | 13,5                           | 16,0                           | 15,0                           | 14,0                           | 16,0                           | 15,0                           | 14,0                           | 18,0                           | 14,0                           | 15,0                           | 7×15+             | 168,5       | 1565,49 |
| 16.      | Karin Borner      | Svájc (SUI)                 | 15,0                           | 17,0                           | 15,0                           | 17,0                           | 17,0                           | 13,0                           | 16,0                           | 15,0                           | 16,0                           | 16,0                           | 14,0                           | 8×16+             | 171         | 1558,69 |
| 17.      | Maryvonne Huet    | Franciaország (FRA)         | 19,0                           | 16,0                           | 17,0                           | 16,0                           | 15,0                           | 17,0                           | 20,0                           | 18,0                           | 21,0                           | 18,0                           | 17,0                           | 6×17+             | 194         | 1521,34 |
| 18.      | Alice Fischer     | Svájc (SUI)                 | 17,0                           | 18,0                           | 18,0                           | 18,0                           | 19,0                           | 20,0                           | 17,0                           | 21,0                           | 19,0                           | 20,0                           | 16,0                           | 6×18+             | 203         | 1514,61 |
| 19.      | Alice Lundström   | Svédország (SWE)            | 16,0                           | 20,0                           | 19,0                           | 21,0                           | 21,0                           | 19,0                           | 19,0                           | 19,0                           | 15,0                           | 17,0                           | 20,0                           | 7×19+             | 206         | 1499,84 |
| 20.      | Jindra Kramperová | Csehszlovákia (TCH)         | 20,0                           | 19,0                           | 20,0                           | 19,0                           | 18,0                           | 18,0                           | 18,0                           | 20,0                           | 17,0                           | 21,0                           | 19,0                           | 7×19+             | 209         | 1503,37 |
| 21.      | Manuela Angeli    | Olaszország (ITA)           | 21,0                           | 21,0                           | 21,0                           | 20,0                           | 20,0                           | 21,0                           | 21,0                           | 17,0                           | 20,0                           | 19,0                           | 21,0                           | 11×21+            | 222         | 1468,68 |